# 笑いの巨人
笑いの巨人（わらいのきょじん）は、2002年10月から2003年3月まで日本テレビで放送されたバラエティ番組である。

## 概要
現在巨匠、大御所と言われている、大物タレントが、若手の育成と、スタッフの教育を兼ねて、打ち合わせ、コント、ショートコントを放送した。2019年3月23日放送の「月曜から夜ふかし特別版 平成テレビ問題を大清算スペシャル」で当番組が紹介され、関西ジャニーズJr.時代の村上信五が萩本欽一と共にコントに挑戦する模様が放送された。

## 出演者
- 萩本欽一
- 関根勤
- 渡辺正行
- ラサール石井
- 片岡鶴太郎
- 間寛平
- 三宅裕司
- 小堺一機
- 伊東四朗
- 小松政夫
- 花紀京
- カンカラ
- 伽代子

## スタッフ
- 構成：大岩賞介、海老克哉
- TM：秋山真
- SW：江村多加司
- カメラ：望月達史
- ミキサー：中村一男
- 照明：山本智浩
- 調整：山口考志
- 美術プロデューサー：高野豊
- デザイナー：磯村英俊
- 大道具：末広誠司
- 小道具：小池長寿
- 持ち道具：吉田美樹
- 衣裳：佐々木皖子
- メイク：新居洋子
- 美術協力：日本テレビアート
- 編集：アットマーク
- EED：高城明宏
- MA：石井勇人
- ナレーター：菅谷大介（日本テレビアナウンサー）
- 音効：井澤利幸（AXL）
- 広報：長谷川幸恵
- デスク：呉羽あゆみ
- 編成：斎藤政憲
- 制作協力：THE WORKS
- アシスタントプロデューサー：増谷秀行、棚橋砂予
- ディレクター：首藤由紀子
- プロデューサー：塩谷祥隆／菅賢治、面高直子
- チーフプロデューサー：桜田和之
- 製作著作：日本テレビ